# Коле Јензе (Фрозиноне)
Коле Јензе је насеље у Италији у округу Фрозиноне, региону Лацио.
Према процени из 2011. у насељу је живело 24 становника. Насеље се налази на надморској висини од 203 м.